# فومبيو
فومبيو هي كومونا تقع في مقاطعة لودي، لومبارديا، إيطاليا.